# Ginástica nos Jogos Insulares de 2025
As competições de ginástica nos Jogos Insulares de 2025 serão disputados em Stromness, em Orkney, entre os dias 13 e 18 de julho. Serão realizados um total de vinte e quatro eventos, entre disputas masculinas e femininas individuais e por equipes. As provas ocorrerão na Stromness Academy.

## Participantes
- Åland
- Anglesey
- Gotland
- Guernsey
- Ilha de Man
- Ilhas Cayman
- Ilhas Faroé
- Jersey
- Minorca
- Orkney (Anfitrião)
- Shetland

## Medalhistas

### Masculino
| Evento                 | Ouro | Prata | Bronze |
| ---------------------- | ---- | ----- | ------ |
| Individual geral       |      |       |        |
| Equipes - 2 aparelhos  |      |       |        |
| Solo (SET)             |      |       |        |
| Solo (FIG)             |      |       |        |
| Cavalo com alças (SET) |      |       |        |
| Cavalo com alças (FIG) |      |       |        |
| Argolas (SET)          |      |       |        |
| Argolas (FIG)          |      |       |        |
| Salto (SET)            |      |       |        |
| Salto (FIG)            |      |       |        |
| Barras paralelas (SET) |      |       |        |
| Barras paralelas (FIG) |      |       |        |
| Barra fixa (SET)       |      |       |        |
| Barra fixa (FIG)       |      |       |        |

### Feminino
| Evento                    | Ouro | Prata | Bronze |
| ------------------------- | ---- | ----- | ------ |
| Individual geral          |      |       |        |
| Equipes - 4 aparelhos     |      |       |        |
| Solo (SET)                |      |       |        |
| Solo (FIG)                |      |       |        |
| Barras assimétricas (SET) |      |       |        |
| Barras assimétricas (FIG) |      |       |        |
| Trave (SET)               |      |       |        |
| Trave (FIG)               |      |       |        |
| Salto (SET)               |      |       |        |
| Salto (FIG)               |      |       |        |

## Quadro de medalhas
Atualizado em 12 de julho de 2025
| Pos                 | Equipe              | Ouro | Prata | Bronze | Total |
| 1                   | Åland               | 0    | 0     | 0      | 0     |
| 2                   | Anglesey            | 0    | 0     | 0      | 0     |
| 3                   | Gotland             | 0    | 0     | 0      | 0     |
| 4                   | Guernsey            | 0    | 0     | 0      | 0     |
| 5                   | Ilha de Man         | 0    | 0     | 0      | 0     |
| 6                   | Ilhas Cayman        | 0    | 0     | 0      | 0     |
| 7                   | Ilhas Faroé         | 0    | 0     | 0      | 0     |
| 8                   | Jersey              | 0    | 0     | 0      | 0     |
| 9                   | Minorca             | 0    | 0     | 0      | 0     |
| 10                  | Orkney              | 0    | 0     | 0      | 0     |
| 11                  | Shetland            | 0    | 0     | 0      | 0     |
| Totais (11 Equipes) | Totais (11 Equipes) | 0    | 0     | 0      | 0     |